# Coracina azurea
Coracina azurea е вид птица от семейство Campephagidae.

## Разпространение
Видът е разпространен в Ангола, Буркина Фасо, Камерун, Централноафриканската република, Република Конго, Демократична република Конго, Кот д'Ивоар, Екваториална Гвинея, Габон, Гана, Гвинея, Либерия, Нигерия, Сиера Леоне, Того и Уганда.